# Base de lancement de Jiuquan

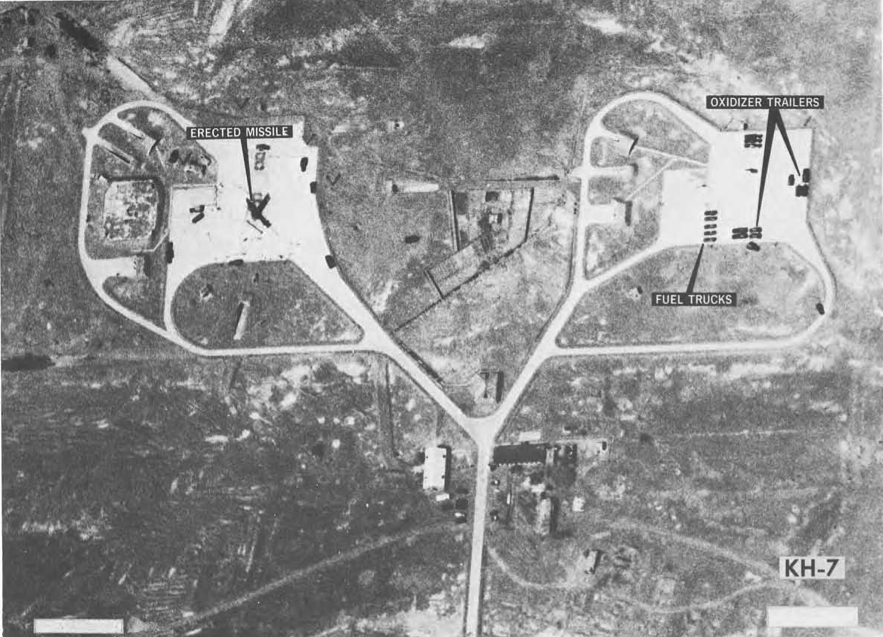
Pas de tir pour missile balistique en 1967 vu par un satellite espion des États-Unis.

La base de lancement de Jiuquan, connue également sous de nom de base 20 ou « 20e base de test et d'entrainement de l'armée populaire de libération » ((en) 20th Test and Training Base), est la première et l'une des plus importantes bases de lancement chinoises. Elle est située dans la région autonome chinoise de Mongolie-Intérieure dans le désert de Gobi. Elle est créée en octobre 1958 pour tester les missiles balistiques à moyenne et longue portée développés à l'époque par la Chine. Le premier satellite chinois, Dong Fang Hong I, est lancé depuis ce site. Jiuquan dispose en 2021 de trois complexes de lancement. Le premier est utilisé pour l'envoi dans l'espace des missions du programme spatial habité chinois notamment des vaisseaux Shenzhou emportant les équipages. Le second permet de placer en orbite des satellites de reconnaissance et des satellites d'observation de la Terre. Le troisième permet, lui, l'envoi de petits lanceurs à poudre, tels que Kuaizhou-1A, Cérès-1, ou Longue Marche 11.

## Situation géographique
La base de lancement de Jiuquan est situé dans le nord-ouest de la Chine à 200 km au sud de la frontière entre la Chine et la Mongolie. Sur le plan administratif, la base fait partie de la bannière d'Ejin rattachée à la ligue d'Alxa elle-même située dans la région autonome chinoise de Mongolie-Intérieure. La base de lancement comprend également deux zones d'impact pour les missiles situées dans les régions du Gansu et du Xinjiang. Les trois aires occupent une superficie totale de 2 800 km2. La base de lancement qui se trouve à une altitude moyenne de  1 000 m est installée dans le désert de Badain Jaran, un sous-ensemble du désert de Gobi. Le climat y est continental (chaud en été et froid en hiver) avec une moyenne annuelle de 8,7 °C. La région reçoit peu de pluie et bénéficie d'un bon ensoleillement ce qui permet de disposer de 260 à 300 jours favorables pour les lancements.

## Historique
La base, initialement une simple installation dédiée aux essais de missiles, fut choisie par le gouvernement chinois pour lancer le premier satellite chinois en orbite, Dong Fang Hong 1, qui décolla à bord d'une Longue Marche 1 en 1970. Les Longue Marche 2 et Tempête 1 effectuèrent aussi leurs premiers vols depuis cette base. Après plusieurs années de lancements, majoritairement consacrés aux satellites de reconnaissance FSW, Jiuquan fut désignée comme base de lancement des futurs taïkonautes, qui décolleront sur Longue Marche 2F.
Le 15 octobre 2003, Yang Liwei décolla à bord de Shenzhou 5, la Chine devant ainsi la troisième puissance spatiale capable d'envoyer des hommes en orbite. Deux ans plus tard, Shenzhou 6 décolla avec cette fois deux taïkonautes, mission qui sera suivie de Shenzhou 7 en 2008, qui permit la réalisation de la première sortie extravéhiculaire chinoise. Les stations spatiales Tiangong 1 et 2, également lancées de Jiuquan par une CZ-2F/T, permirent de continuer l'envoi de missions habitées, jusqu'en 2018. La mission Shenzhou 12, lancée en juin 2021, est le premier vol habitée lancé vers la nouvelle Station Spatiale Chinoise.
Les lanceurs pouvant être tirés de la base de Jiuquan se diversifièrent au long des années. D'abord réservée à l'unique CZ-2, puis CZ-2F habitée, les pas-de-tir furent également adaptés pour accueillir différents membres des familles Longue Marche, comme les CZ-2D, ou CZ-4B et CZ-4C. En 2013 décolla la première Kuaizhou-1, un lanceur à ergols solides, qui sera suivie par plusieurs lancements de Kuaizhou-1A, une version améliorée, ainsi que de la Longue Marche 11, un autre lanceur à poudre. A la fin des années 2010, la base est également utilisée par les différentes compagnies privées chinoises pour leurs premiers lancements, comme ZhuQue-1, Hyperbola-1 ou Cérès-1.

## Utilisation
Outre les missions habitées Shenzhou, et les stations spatiales Tiangong, la base de Jiuquan est également utilisée pour l'envoi de satellites de reconnaissance militaires, ainsi que de satellites d'observation de la Terre, militaires et civils. Des satellites scientifiques décollent également régulièrement de la base, comme la série des Shijian, les satellites VRSS, le télescope DAMPE, le satellite QUESS, ou encore des satellites de communications Internet en orbite basse (Hongyan, Hongyun ou RSW). Les orbites visées sont le plus souvent basses, ou héliosynchrones. La Chine dispose de trois autres bases de lancement : le centre spatial de Taïyuan (lançant la majorité des satellites héliosynchrones), le centre spatial de Xichang et le centre spatial de Wenchang.

## Installations
La base de lancement de Jiuquan comprend principalement trois complexes de lancement un centre administratif (le site 10), et la station de poursuite de Dashuli. Deux de ces complexes ont été construits sur un site situé au nord, le troisième étant sur un site situé à plusieurs dizaines de kilomètres au sud. Le site nord est désaffecté.

### Complexe de lancement 3 (site nord)
Le complexe de lancement 3 est le premier à avoir été construit. Il comprenait deux pas de tir constitués d'une dalle de béton et d'une installation permettant de mesurer la quantité d'ergols ajoutée aux réservoirs des missiles. Il n'y avait pas de tour ombilicale. Le missile transporté par camion était mis en position verticale sur sa remorque. Le pas de tir 158 est entrée en service en 1960 pour lancer des missiles balistiques de courte et moyenne portée. Il a été désactivé à la fin des années 1960.

### Complexe de lancement 2 (site nord)
Le complexe de lancement 2 a été construit  dans les années 1960 pour effectuer les tests en vol de missiles balistiques de portée intermédiaire, les missiles intercontinentaux et lancer des satellites. Il comprend deux pas de tir, les Site 5020 et 138), une tour de services mobile, un centre de tir souterrain. L'assemblage et les tests du véhicule avant son lancement étaient effectués dans une zone technique (site 7) située 22 km au sud. Le pas de tir 5020 est entrée en service en décembre 1966 et a été utilisé pour lancer le missile DF-4 et la fusée Longue Marche 1 (CZ-1). Le pas de tir 158 est entrée en service en 1970 pour lancer le missile balistique DF-5 et tirer les lanceurs Longue Marche 2C et Longue Marche 2D. Le premier lancement a eu lieu le 10 septembre 1971 et le dernier le 20 octobre 1996. Le complexe de lancement a été désactivé en 1996 et a été transformé en parc d'attractions.

### Complexe de lancement 43 (site sud)
Le complexe de lancement 43 est situé au sud du site. II comporte deux pas de tirs :
- Le pas de tir 901 est utilisé pour lancer les vaisseaux Shenzhou du programme spatial habité avec leurs équipages. Le lanceur utilisé est la Longue Marche 2F.
- Le pas de tir 9401 créé en 2003 est utilisé pour lancer des fusées CZ-2C, 2D et 4B  qui mettent en orbite des satellites de reconnaissance et des satellites d'observation de la Terre[2].

### Site 10
Le site 10, appelé également ville de l'espace Dongfeng, constitue le centre administratif de la base de lancement et est situé à 6,5 km à l'ouest du complexe de lancement 43. Il comprend les appartements occupés par les  taïkonautes, le centre de contrôle, des bureaux et une zone résidentielle où le personnel de la base et leur famille habite. Le site 10 forme une petite ville avec sa station électrique, ses magasins, ses écoles, ses hôtels. Un réservoir (site 12) est situé à 8 km au sud-ouest de la ville.

### Station de poursuite de Dashuli
La station de poursuite de Dashuli située à 35 km au sud ouest du site du complexe de lancement 43 a été créée en 1968 pour permettre d'effectuer des tests sur les missiles. Elle est devenue par la suite, le centre nerveux du réseau de capteurs (radars, optiques) chargé de la télémétrie, du suivi et de commande de Jiuquan jusqu'à 500 secondes après le lancement. Le centre de contrôle dispose de 30 consoles permettant de suivre  120 séries de paramètres.

## Galerie

Installations et lancements
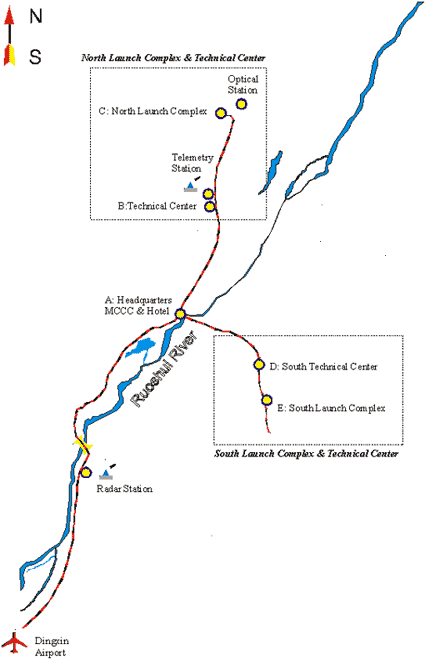
Plan du site
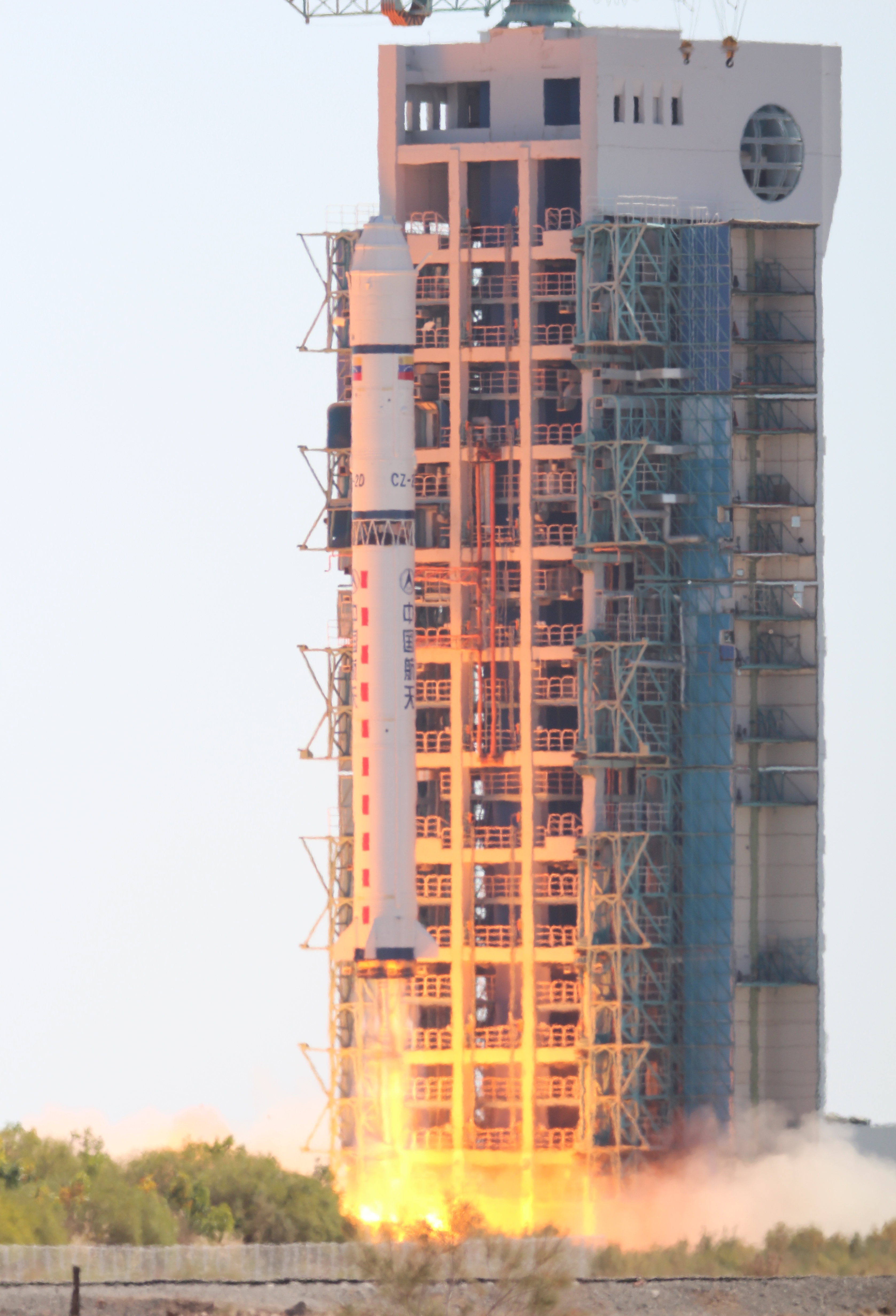
Décollage d'un lanceur Longue Marche 2D transportant le satellite VRSS-1
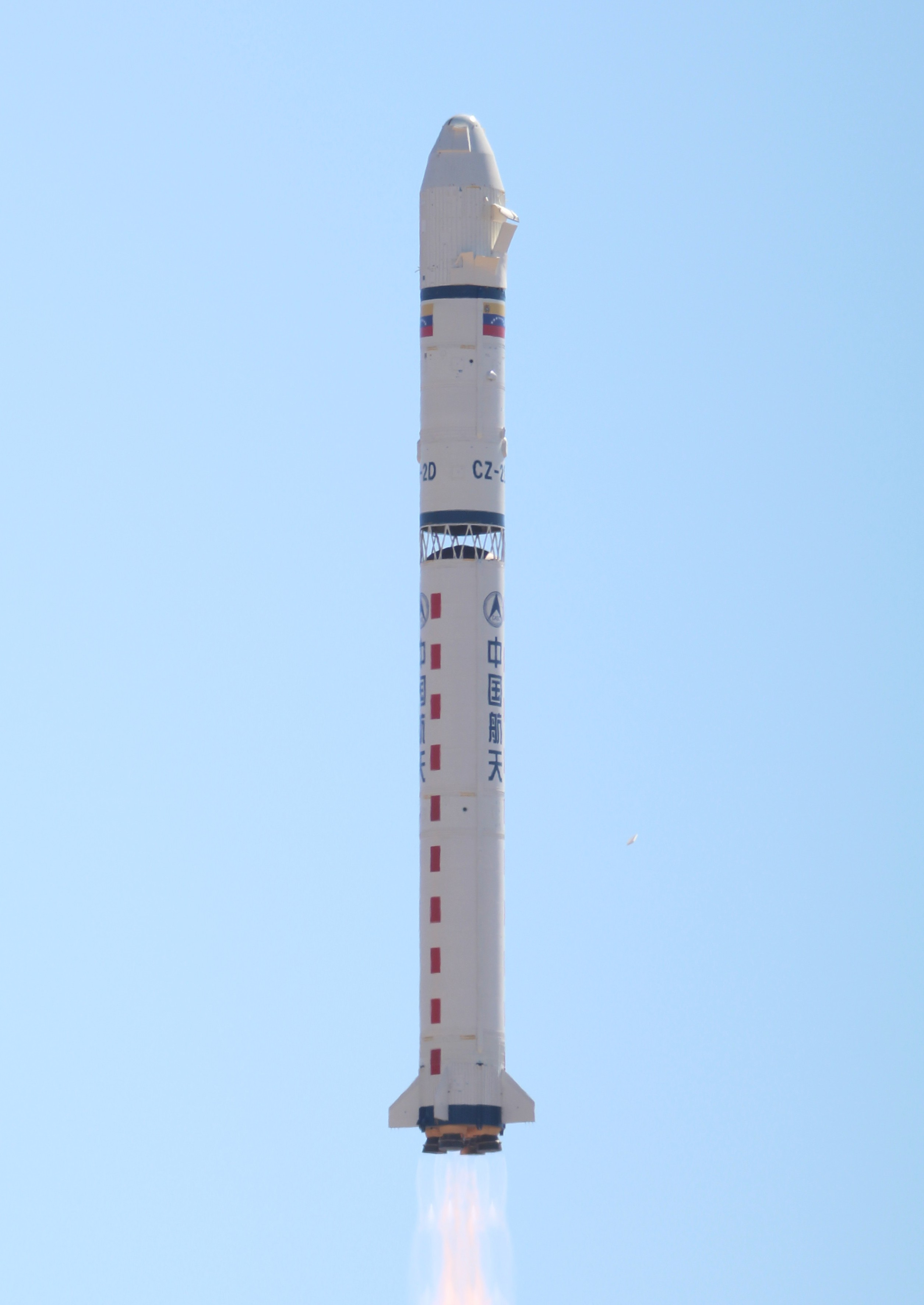
Longue Marche 2D en vol